# Якович Олена
Олена Якович — російська режисерка та сценаристка документальних фільмів. Автор фільмів про Йосипа Бродського, Віктора Некрасова, Василя Гроссмана, Сергія Довлатова, Олександра Вампілова. За своїм однойменним фільмом написала книгу «Дочка філософа Шпета».

## Життєпис
Олена Якович закінчила факультет журналістики Московського державного університету імені Ломоносова, працювала в «Літературній газеті», з 1993 року займається телевізійною документалістикою.  Генеральний директор студії «Ракорд ТВ». Автор та режисер (у співавторстві з Олексієм Шишовим) кількох десятків телевізійних фільмів і серіалів. 

## Премії та нагороди
- Лауреат премії «ТЕФІ-95» за найкращий телевізійний фільм «Прогулянки з Бродським»[3];
- Гран-прі міжнародного кінофестивалю в Югославії «Бар-95» за фільм «Брестську гетто», «За журналістську майстерність і мистецтво сценарію»;
- Гран-прі фестивалю «Людина і війна» в Єкатеринбурзі — за серіал «Іспанська слід» (2012)[4];
- Гран-прі фестивалю «Людина і війна» в Єкатеринбурзі — за фільм «Бронзовий вік Ернста Невідомого» (2013);
- Фіналіст конкурсу «Лавр 2012» в номінації «Найкращий документальний серіал» за «Іспанська слід»[5];
- Лауреат премії Бродського, заснованої мерією острова Іскья (2013).
- Номінант VI Міжнародного кінофестивалю «Російське Зарубіжжя» за документальний фільм «Віктор Некрасов. Все життя в окопах»[6].

## Фільмографія
Режисер та сценарист фільмів
- 2015 — «Тихий Дон. Зйомки на тлі епохи» (документальний)
- 2014 — «Василь Гроссман. я зрозумів, що я помер» (документальний)[7]
- 2013 — «Соло для Людмили Улицької» (документальний)
- 2012 — «Бронзовий вік Ернста Невідомого» (документальний)
- 2011 — «Свідки. Марія Розанова. Синтаксис» (документальний)
- 2010 — «Північне сяйво Федора Абрамова» (документальний)
- 2010 — «Віктор Некрасов. Все життя в окопах» (документальний)
- 2009 — «Василь Аксьонов. Шкода, що вас не було з нами» (документальний)
- 2009 — «Кришталева ніч. Єврейський погром, 1938» (документальний)
- 2008 — «Наталія Садовська. Моя театральна площа ...» (документальний)
- 2008 — «Біла Валькірія Громадянської війни» (документальний)
- 2007 — «Життя нелегке ... Ваш Сергій Довлатов.» (Документальний)
- 2007 — «Розповіді князя Щербатова» (документальний)
- 2006 — «Світ після Освенціма» (документальний)
- 2006 — «Ернст Невідомий: «Моя свобода - самотність»» (документальний)
- 2006 — «Граємо Іду Рубінштейн» (документальний)
- 2000 — «Заколот реформаторів» (документальний)
- 1995 — «Брестську гетто» (документальний)
- 1994 — «Прогулянки з Бродським» (документальний)

Режисер та сценарист серіалів
- 2013 — «Легендарні дружби» (документальний)
- 2012 — «Дочка філософа Шпета» (документальний)
- 2011 — «Іспанська слід» (документальний)
- 2001 — «Російські зими в Ніцці» (документальний)
- 2008 — «Олександр Вампілов. Я знаю, я старим не буду ...» (документальний)
- 2007 — «Ніщо не вічне ... Юрій Нагібін» (документальний)
- 2006 — «Заповіт імператриці Марії Федорівни» (документальний)
- 2005 — «Прогулянки з Бродським: Десять років по тому» (документальний)
- 2002 — «Таємниці російської дипломатії» (документальний)
- 2000 — «І ляже шлях мій через це місто ... Кілька знімальних днів з Йосипом Бродським» (документальний)

## Політична позиція
У березні 2014 року разом з понад 200 іншими російськими кінематографістами Олена Якович підписалась під зверненням до українських колег зі словами підтримки та запевненнями, що вони не вірять офіційній пропаганді Кремля, яку поширюють провладні ЗМІ та проти російської військової інтервенції в Україну.